# شعیبیه (عراق)
شعیبیه (به عربی: الشعیبة) یک روستا در عراق است که در استان بصره واقع شده‌است.